# Antonín Jeřábek
Antonín Jeřábek (* 24. června 1982, Velké Meziříčí) je český rozhodčí ledního hokeje. Působil v extralize, nejvyšší soutěži v Česku. V roce 2014 však přešel z české soutěže do Kontinentální hokejové ligy a stal se prvním českým rozhodčím, který v ní působil. Jeho premiérovým utkáním v této soutěži se stal zápas Chabarovsk–Vladivostok (5:4). V roce 2018 se do extraligy vrátil.
Na mezinárodním poli Jeřábek soudcoval utkání na olympijských hrách 2014 v ruské Soči a olympijských hrách 2018 v korejském Pchjongčchangu. Zúčastnil se mistrovství světa v letech 2011–2014, 2016–2018. Jako jediný (informace z roku 2018) rozhodoval třikrát finále mistrovství světa (2012, 2013 a 2017).
Po sezóně 2012/2013 byl vyhlášen nejlepším rozhodčím působícím v Extralize ledního hokeje.